# یخ

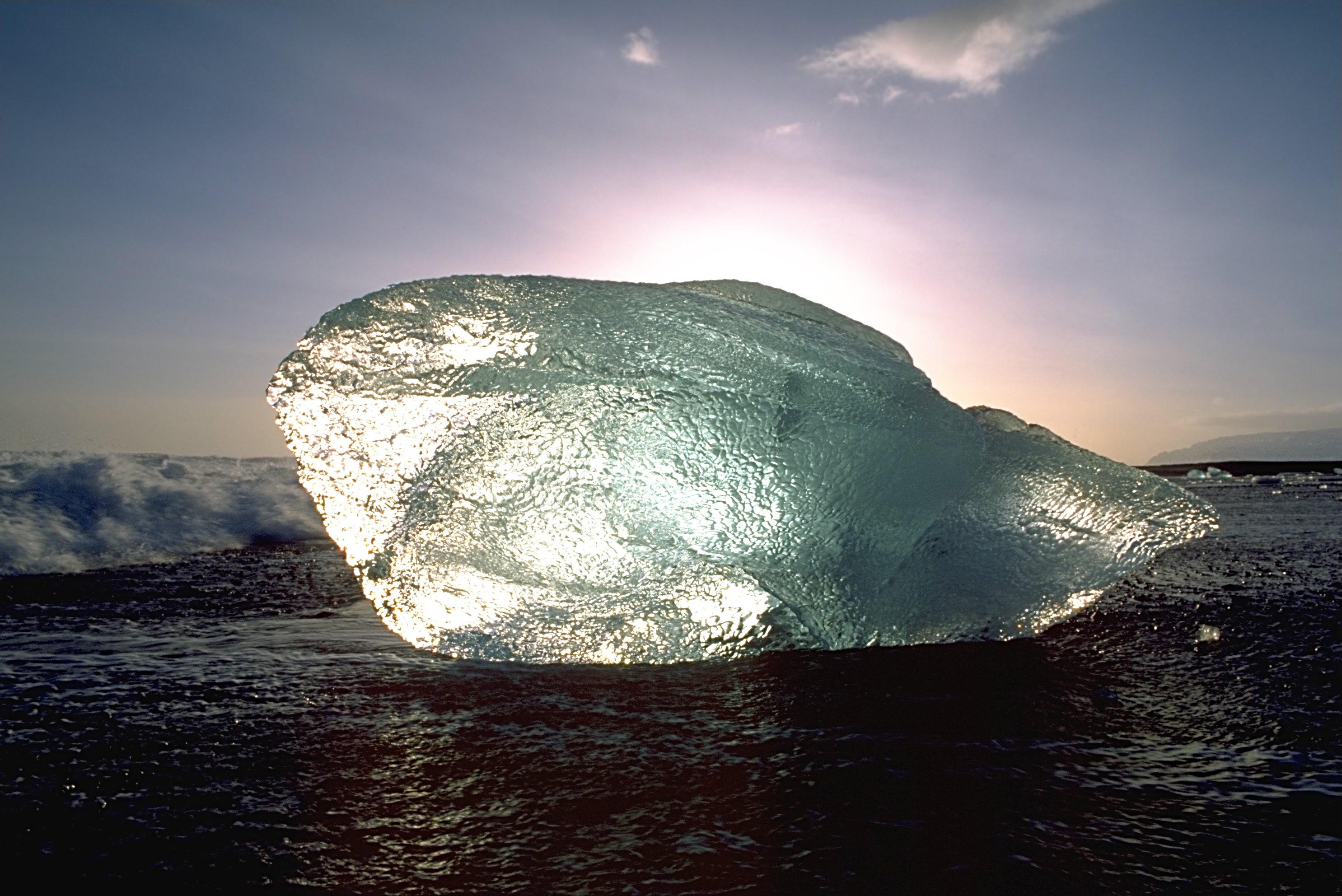
یک قطعه یخ طبیعی جامد و بلورین است.

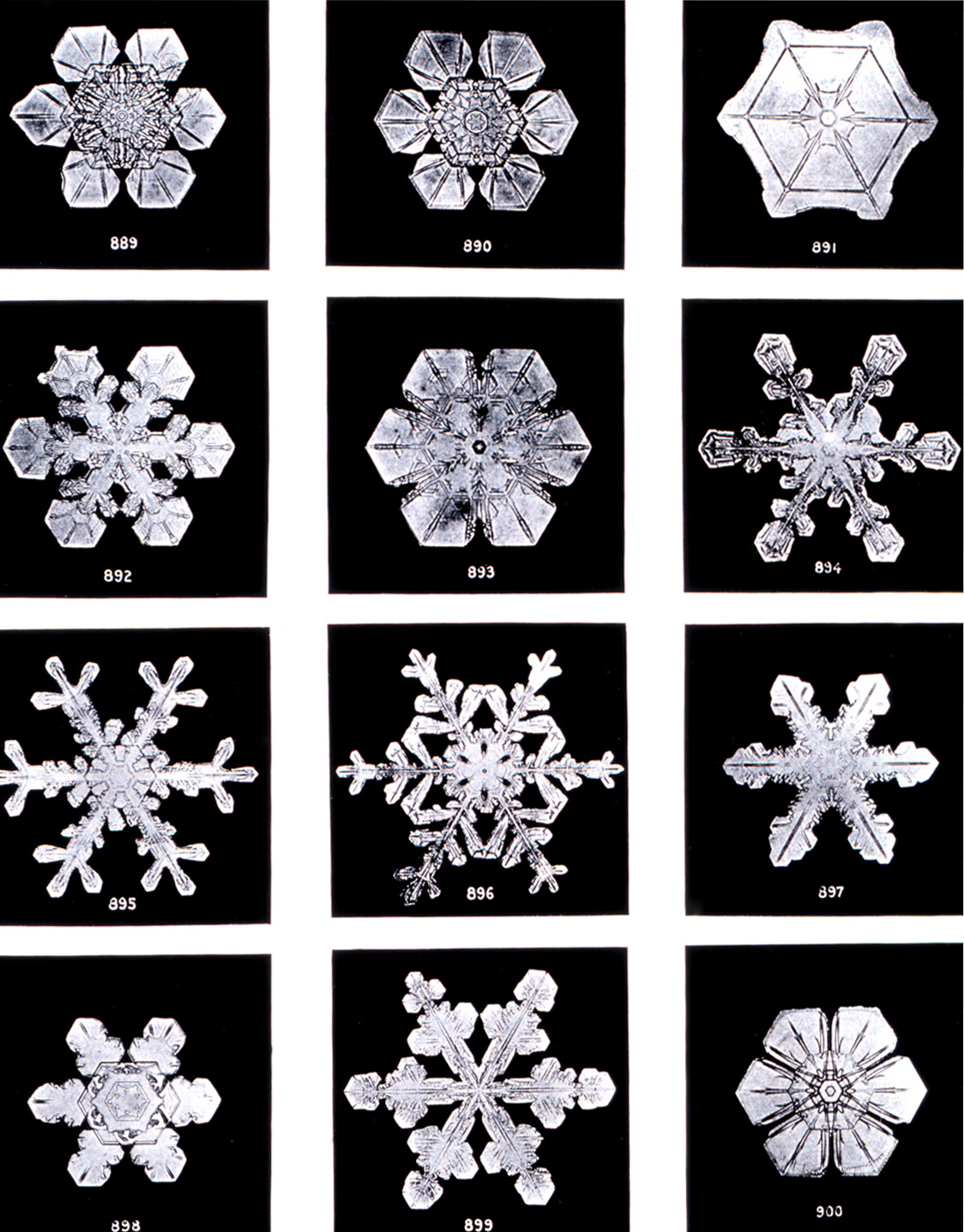
بلور برف (کریستال‌های یخ)، اثر ویلسون بنتلی، ۱۹۰۲

یَخ عبارت است از حالت جامد آب که چگالی آن ۰/۹ گرم در سانتیمتر مکعب است و به همین جهت در مقایسه با شکل مایع آن (با چگالی ۱ گرم در سانتیمتر مکعب) سبک‌تر است و حالت شناور پیدا می‌کند. یخ را می‌توان یک کانی دانست. نقطهٔ انتقال میان آب جامد و مایع در فشار، یک اتمسفر صفر درجهٔ سانتیگراد و همچنین با صفر درجهٔ سلسیوس تعریف می‌شود. یخ فرم جامدِ آب است. تقریباً حدود یک درصد سطح زمین به وسیلهٔ یخسارهای وسیعی مانند نواحی قطب جنوب و گروئنلند پوشیده شده که ضخامت آنها در بعضی جاها از ۲۰۰۰ متر تجاوز می‌کند. یخ همچنین به شکل بلورهای کوچکی مانند ذرات برف و تگرگ و شبنم یخ‌زده دیده می‌شود. یخ با افزایش فشار دمای انجماد کاهش می‌یابد. در یخ مولکول‌های آب با پیوندهای هیدروژنی به همدیگر پیوسته‌اند. در دنیا دست کم ۱۷ نوع یخ وجود دارد. (در زمین ۱ یک یخ وجود دارد ولی در خارج زمین دست کم ۱۷ نوع ساختار یخ وجود دارد.)
ساخت یخ به صورت صنعتی در کشورهای توسعه‌یافته، در ابتدای قرن بیستم شروع شد، ولی در ایران در ابتدای دههٔ ۱۳۵۰ خورشیدی صنعت تولید یخ از حالت طبیعی (تولید یخ در یخچال‌های طبیعی) به حالت صنعتی تغییر کرد. تولید یخ صنعتی، با استفاده از آب چاه و پس از افزودن کلر، به‌عنوان مادهٔ ضدعفونی‌کننده به آب و استفاده از حوضچه‌های آب‌نمک و کندانسورهای آمونیاکی انجام می‌شد. در دهه‌های اخیر و به دلیل ازدیاد بی‌رویهٔ جمعیت، آب‌های سطحی و سفره‌های آب زیرزمینی به‌شدت آلوده شد و به‌تبع آن، یخ‌های تولیدی از این آب‌های آلوده، آلوده به انواع میکروب‌ها و آلاینده‌های شیمیایی شدند. در کشورهای توسعه‌یافته، در نیمه‌های قرن بیستم و به دلیل افزایش نیاز به یخ خوراکی و به دلیل اهمیت روزافزون مقولهٔ بهداشت و سلامت جامعه، دستگاه‌های تولید تمام‌مکانیزهٔ یخ، برای تولید یخ لیوانیِ بهداشتی و بدون دخالت دست، توسعه یافت و نسل جدیدی از یخ تولید شد.